# 2K6 Łuna

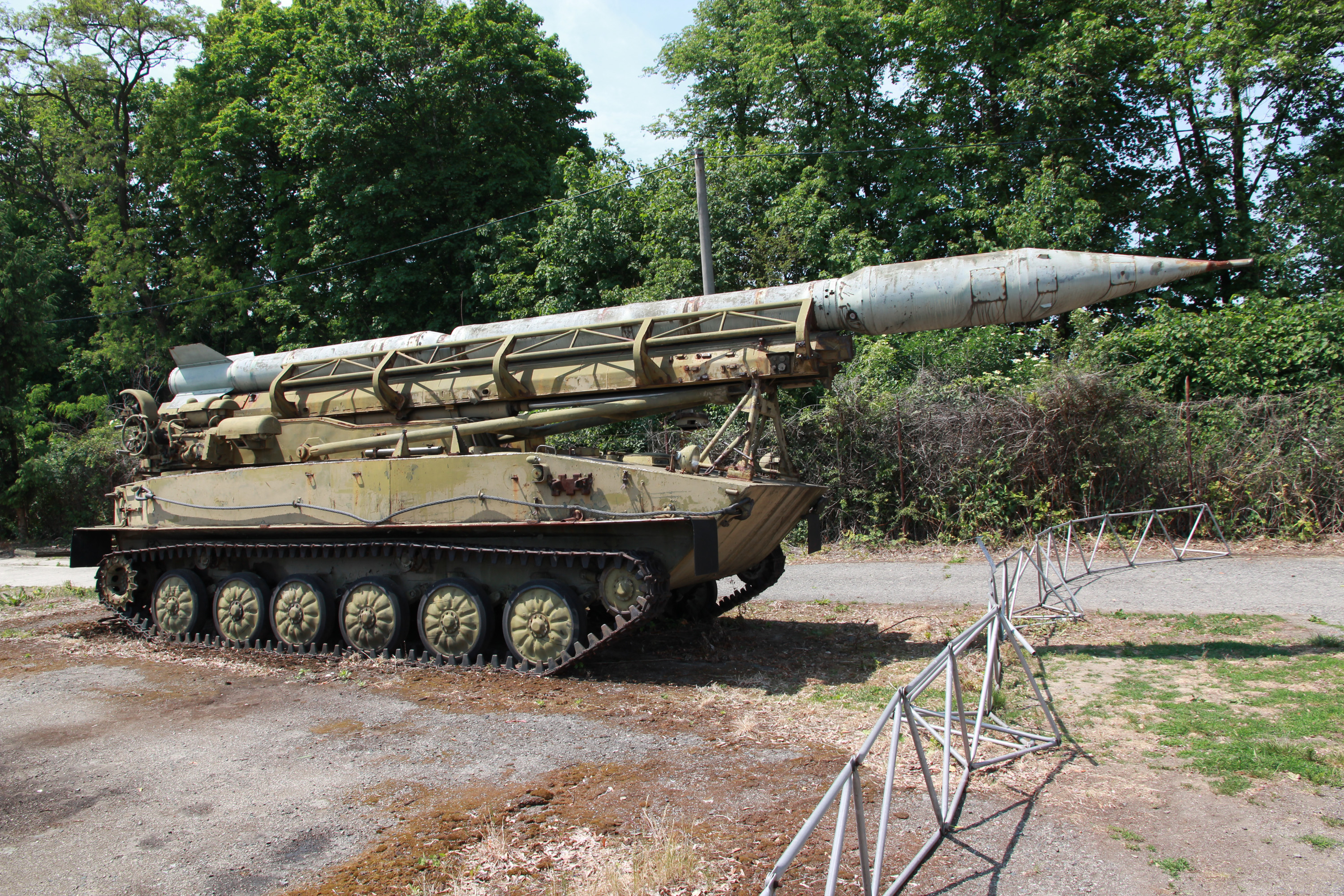
Wyrzutnia rakiet taktycznych 2P16 z rakietą 3R10

2K6 Łuna (ros. 2К6 Луна) – radziecki taktyczny zestaw rakietowy, w skład którego wchodziła jednopociskowa, szynowa wyrzutnia 2P16 oraz pociski balistyczne typu 3R9 i 3R10 (oznaczenia systemu i jego komponentów według GRAU). W wersji eksportowej oznaczenie R-30; oznaczenia w kodzie NATO FROG-3 i FROG-5 (z rakietą 3R9 lub 3R10).

## Historia
Zestaw 2K6 Łuna był wersją rozwojową zestawu 2K1 Mars. Prace koncepcyjne nad wyrzutnią i rakietami taktycznymi rozpoczęto w 1953 r. w Moskiewskim Instytucie Techniki Cieplnej pod kierunkiem N. Mazurowa. Pełne prace projektowe rozpoczęto w 1956 r. pod kierownictwem W. Grabina. Uchwałę o konstrukcji prototypów i przeprowadzeniu testów wydano 16 maja 1957 r. Pierwsze próby rakiet przeprowadzono w 1958 r. na poligonie Kapustin Jar. W czasie prób stwierdzono wiele nieprawidłowości. Po przeprowadzeniu kolejnych modernizacji w 1959 r. podjęto decyzję o produkcji rozwojowej wersji rakiet o symbolach 3R9 z głowicą odłamkowo-burzacą i 3R10 z głowicą jądrową.
Wyrzutnię opracowano na bazie czołgu pływającego PT-76 w Wołgogradzkiej Fabryce Traktorów. Wywodziła się z wyrzutni 2P2 systemu Mars. Otrzymała oznaczenie 2P16. Po raz pierwszy zademonstrowana publicznie w 1960 r. podczas defilady z okazji święta 1 maja. W 1961 r. wyrzutnia weszła do uzbrojenia Armii Radzieckiej, a następnie państw Układu Warszawskiego. 
W 1962 roku zestaw wszedł na uzbrojenie Wojska Polskiego; łącznie sprowadzono 21 wyrzutni. W 1963 r. jej sylwetka została umieszczona na polskim znaczku pocztowym upamiętniającym 20-lecie LWP. W 1965 r. polskie wyrzutnie zostały po raz pierwszy zaprezentowane publicznie na defiladzie w Gdańsku, a w 1966 roku na defiladzie zorganizowanej z okazji 1000-lecia państwa polskiego. Wyrzutnia była na wyposażeniu Wojska Polskiego równocześnie z nowocześniejszą wyrzutnią 9P113. Wycofano je w 1982 roku w związku z zakończeniem produkcji rakiet w ZSRR i przezbrojeniem na wyrzutnie 9P113.

## Opis konstrukcji

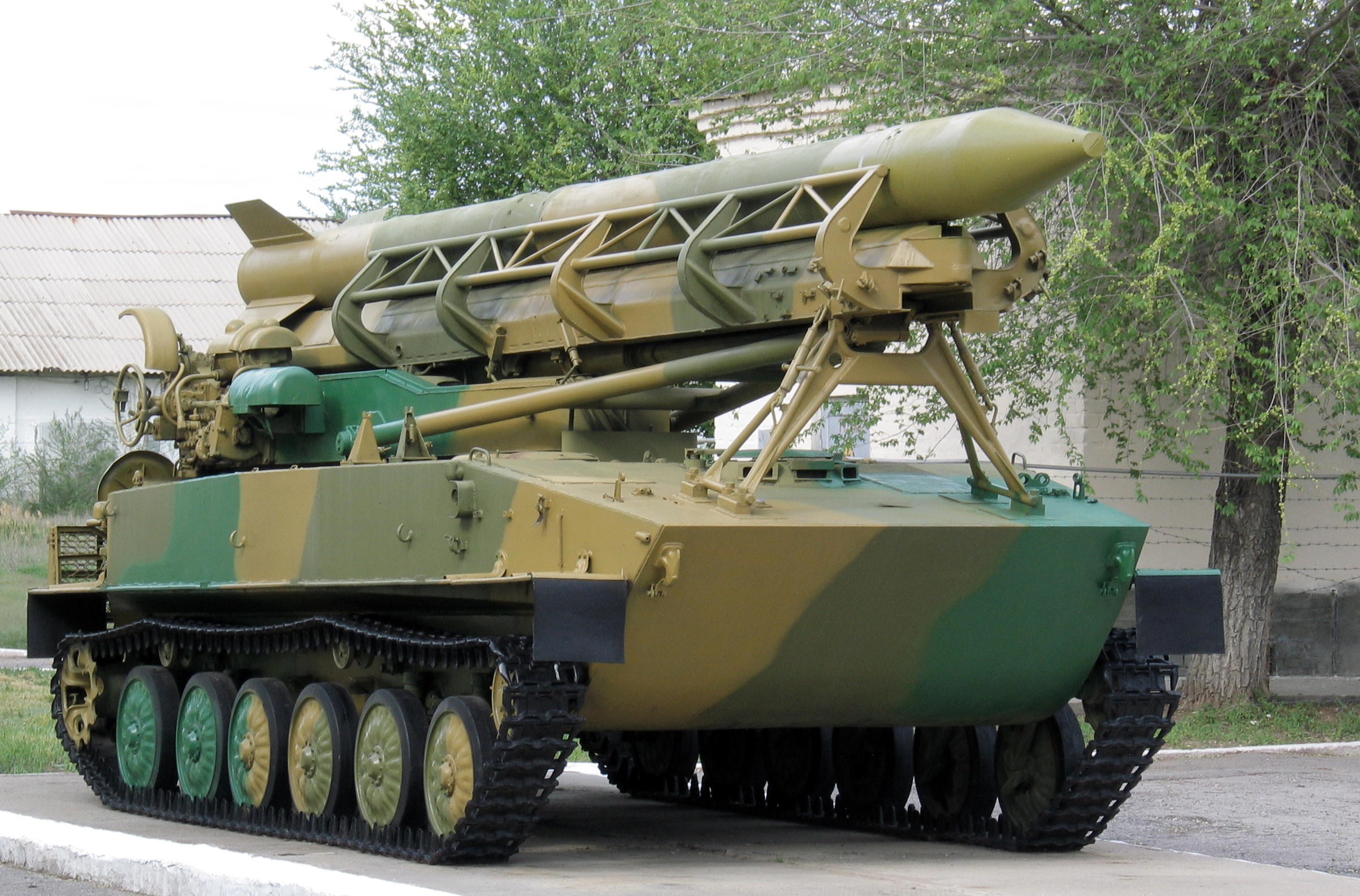
Wyrzutnia 2P16

Wyrzutnia została umieszczona na podwoziu czołgu pływającego PT-76. Podwozie posiadało zasadnicze elementy  występujące w tym czołgu takie jak: silnik i opancerzenie. W układzie jezdnym dodano dwa koła podtrzymujące gąsienice. Pojazd w wyniku zwiększonej masy oraz przesunięcia środka ciężkości utracił możliwość pływania, w związku z tym nie były w nim montowane pędniki wodne. Druga przednia para kół jezdnych  była wyposażona w podnośniki hydrauliczne. Z tyłu podwozia były zamontowane dwa ręczne podnośniki śrubowe, które pozwalały unieść, wypoziomować i ustabilizować wyrzutnię na stanowisku ogniowym.
Na podwoziu zamontowano jednoszynową, stalową prowadnicę. Wzdłuż prowadnicy było wyżłobienie w kształcie odwróconej litery „T’ w którym przesuwał się czop rakiety. W tylnej jej części znajdował się rygiel blokujący czop rakiety w pozycji do załadunku, marszowej lub startowej. Po bokach prowadnicy były przymocowane wsporniki zapewniające stabilność rakiety w czasie przewożenia i podczas startu. Z tyłu, po lewej stronie znajdowało się stanowisko pierwszego celowniczego, który odpowiadał za ustawienie prowadnicy z rakietą w poziomie. Po prawej stronie było stanowisko drugiego celowniczego, który odpowiadał za ustawienie prowadnicy z rakietą w pionie. Prowadnica była podnoszona, w pionie, w zakresie od 0 do 60 stopni. W poziomie była regulowana w zakresie +/- 5 stopni. Prowadnica była unoszona układem hydraulicznym za pomocą pompy napędzanej elektrycznie lub ręcznie. W połowie długości prowadnicy, w podwoziu umieszczono sprężynowy siłownik, który wspomagał jej podnoszenie w początkowej fazie. W przedniej części prowadnicy był zamontowany hydrauliczny tłumik drgań występujących w czasie startu rakiety. Z przodu nadwozia był zamontowany wspornik, na którym spoczywała prowadnica w czasie jazdy.
Istniała możliwość odpalania rakiet zarówno z wnętrza pojazdu, jak i ze stanowiska zewnętrznego. Do startu ze stanowiska zewnętrznego był używany wielożyłowy kabel elektryczny nawinięty na bębnie zamontowanym z prawej, górnej strony nadwozia. Po lewej górnej stronie nadwozia był zamontowany spalinowy agregat prądotwórczy służący do zasilania ogrzewania głowicy rakiety 3R10 w czasie postoju lub ładowania akumulatorów.
Z wyrzutni wystrzeliwane były jednostopniowe pociski 3R9 z głowicą odłamkowo-burzącą o masie 358 kg i donośności od 12 do 44,6 km oraz pociski 3R10 z głowicą jądrową o mocy 10 kT i donośności od 10 do 32,2 km.

## Obsługa
Obsługa wyrzutni składała się z 6 osób. W jej skład wchodzili:
- Dowódca wyrzutni – którym był z reguły oficer – dowodził obsługą.
- Zastępca dowódcy – dowódca drużyny – zastępował dowódcę lub nieobecnego członka obsługi
- Mechanik-elektryk przygotowywał wyrzutnię i rakietę do startu.
- Pierwszy celowniczy – ustawiał prowadnicę wyrzutni, w poziomie, w zakresie +/- 5 stopni
- Drugi celowniczy – ustawiał prowadnicę wyrzutni w pionie w zakresie do 60 stopni
- Mechanik kierowca – kierował oraz dbał o stan techniczny pojazdu.

Do dalekich przejazdów wyrzutnię umieszczano na platformie wieloosiowej ciągniętej przez ciężarówkę KrAZ. Była też przystosowana do transportu samolotami An-22.

## Umiejscowienie w strukturach wojskowych WP
Wyrzutnia z obsługą wchodziła w skład baterii rakiet taktycznych. W skład baterii wchodziła ponadto:
- Drużyna rachmistrzy, których zadaniem było obliczanie parametrów startu i lotu rakiety.
- Drużyna meteorologów, której zadaniem było ustalenie warunków meteorologicznych.
- Drużyna topograficzna, której zadaniem było  ustalenie miejsca oraz kierunku ustawienia wyrzutni w terenie.

Wyrzutnia 2P16 wraz z rakietami 3R9 i 3R10 wchodziła w skład zestawu rakietowego 2K6.
W skład zestawu wchodziły ponadto:
- samochód transportowy 2U663
- samochód-magazyn 2U662
- dźwig samochodowy K-51 (były też stosowane inne rodzaje dźwigów).

Bateria rakiet taktycznych wchodziła w skład dywizjonu rakiet taktycznych. Dywizjon składał się początkowo z dwóch, następnie trzech baterii rakiet taktycznych oraz kompanii zaopatrzenia i dowodzenia.
Dywizjon rakiet taktycznych operował w składzie dywizji.
Polska posiadała osiem dwubateryjnych dywizjonów artylerii uzbrojonych w wyrzutnie 2P16, wchodzących w skład dywizji pancernych i zmechanizowanych oraz 7 Dywizji Desantowej. Od końca lat 60. wraz z wprowadzeniem nowego sprzętu i wzmocnieniem większości dywizjonów do trzech wyrzutni, w systemy 2P16 uzbrojone pozostały trzy dywizjony trzybateryjne i trzy dwubateryjne. Stacjonowały one między innymi w Giżycku i Choszcznie oraz bateria szkolna stacjonowała w Orzyszu.

## Dane techniczne wyrzutni
- Masa wyrzutni bez rakiety 15 080 kg
- Masa z rakietą 3R9 17 252 kg
- Masa z rakietą 3R10 17 367 kg
- Prędkość maksymalna z rakietą
  - po drodze 40 km/h
  - w terenie 16 – 18 km/h
- Długość prowadnicy 7710 mm
- Zasięg wyrzutni bez tankowania 240 km